# Palazzo Bottagisio
Il palazzo Bottagisio, conosciuto anche come palazzo Boldieri o palazzo Boldieri Malaspina dal nome dei primi proprietari, è un edificio civile che si trova nel cuore del centro storico di Verona, posto all'angolo tra stradone San Fermo e via Leoni, antico cardine massimo della città romana.

## Storia
La famiglia Boldieri, originaria di Ghedi, si trasferì a Verona tra il XIV e XV secolo, dove esercitò in un primo momento la professione di coltellai e, successivamente, di orefici. Nel corso degli anni guadagnarono pertanto sempre più importanza e ricchezza, fino a potersi permettere l'acquisto del palazzo scaligero dell'Aquila, dove ha attualmente sede l'hotel Due Torri, e di costruire ex novo un edificio al termine di via Leoni e realizzato nello stile del momento, il gotico, dove andò a vivere un ramo della famiglia. L’edificio, disposto su due livelli, aveva al piano superiore una loggia che si affacciava sull’ampio cortile interno, accessibile mediante una scala monumentale non più presente.
Intorno al XVI secolo i Boldieri si riunirono nel palazzo dell'Aquila, per cui la palazzina venne messa in locazione: inizialmente venne affittata al generale di cavalleria leggera Astorre Baglioni, e successivamente all'Accademia dei Filotimi, fondata dallo stesso generale, che nel 1566 si trasferì a Bergamo. Infine, nel 1610, i Boldieri vendettero l'edificio per 5000 ducati ad un ramo dei Malaspina, che trovarono l'edificio in cattive condizioni. I nuovi proprietari eseguirono pertanto numerosi interventi di riparazione e restauro, e solo dopo alcuni anni di lavori l'edificio poté tornare a svolgere l'originaria funzione di dimora nobiliare.

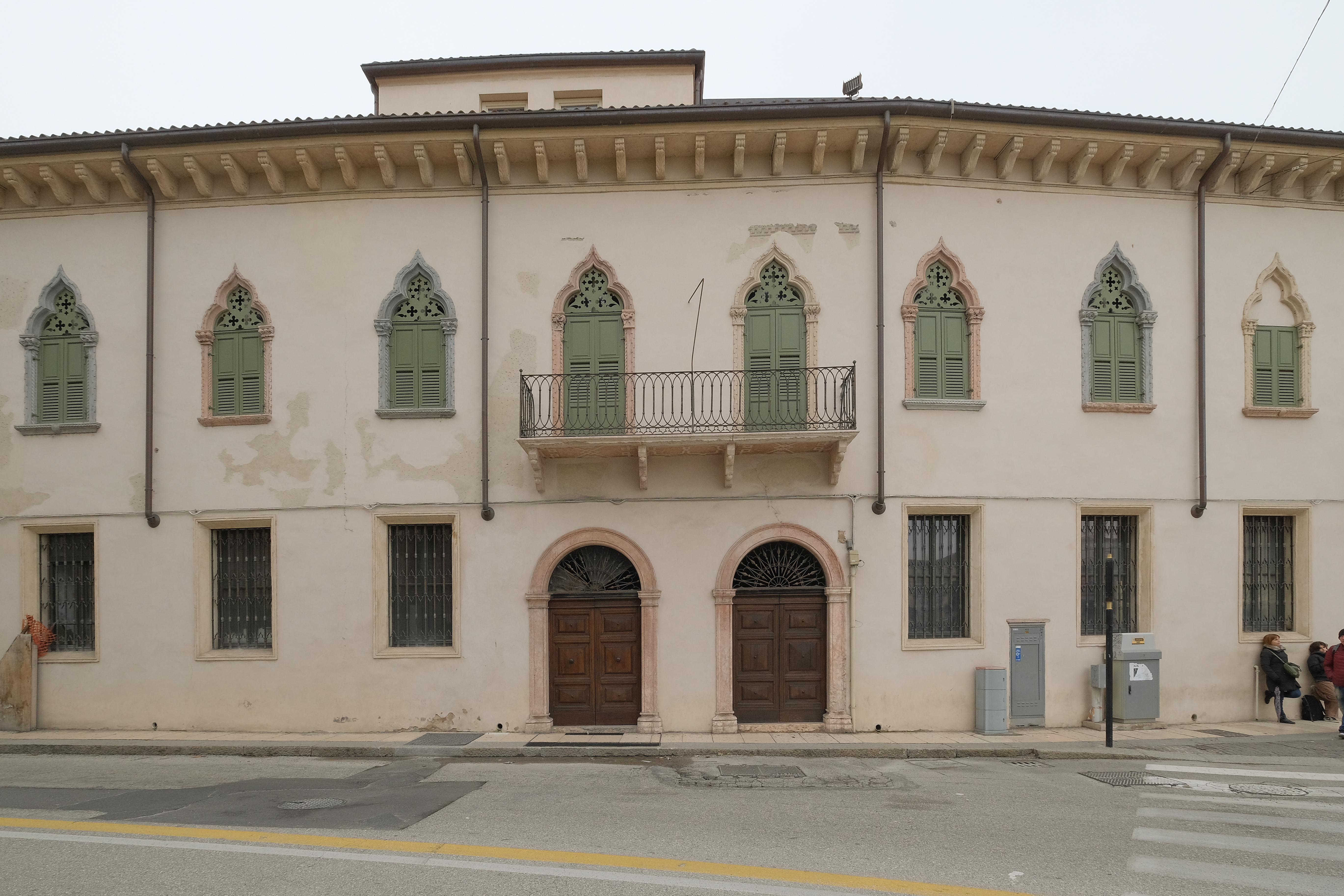
La facciata lungo stradone San Fermo con i due portali secondari

Sotto i Malaspina la casa (o la proprietà) venne probabilmente ampliata, tanto che in una valutazione del 1693, nella quale il valore del complesso viene stimato intorno ai 10000 ducati, si specifica che era presente un'estensione: un fabbricato avente portico e botteghe. Negli stessi anni il marchese Ippolito fece aggiungere nel giardino una statua rappresentante la Verità, mentre nei decenni successivi fu demolita una scala esterna e realizzato lo scalone monumentale situato alla destra dell'atrio; questo si caratterizza per la presenza di una grande statua di Marte all’ingresso, di putti sulla balaustra e per la raffigurazione di Giove e Apollo sul soffitto, opera pittorica attribuita a Ludovico Dorigny.
Nel XIX secolo i Malaspina si trasferirono a Vicenza e il palazzo venne venduto a Giovanni Angerer, un produttore di birra intenzionato a sostituire il palazzo gotico con un edificio più monumentale e classicheggiante, del cui progetto fu incaricato l'architetto Francesco Ronzani. II progetto venne presentato alla Commissione Municipale dell'Ornato il 3 settembre 1860; seguì il permesso di costruire, tuttavia, nonostante i solleciti del Comune, l'edificazione non ebbe mai seguito.
L'edificio, che nel corso dell'Ottocento fu oggetto di restauri stilistici, venne nuovamente ceduto: dapprima alla famiglia Trezza e quindi a quella Bottagisio, da cui il nome con cui è meglio conosciuto il palazzo.

## Descrizione

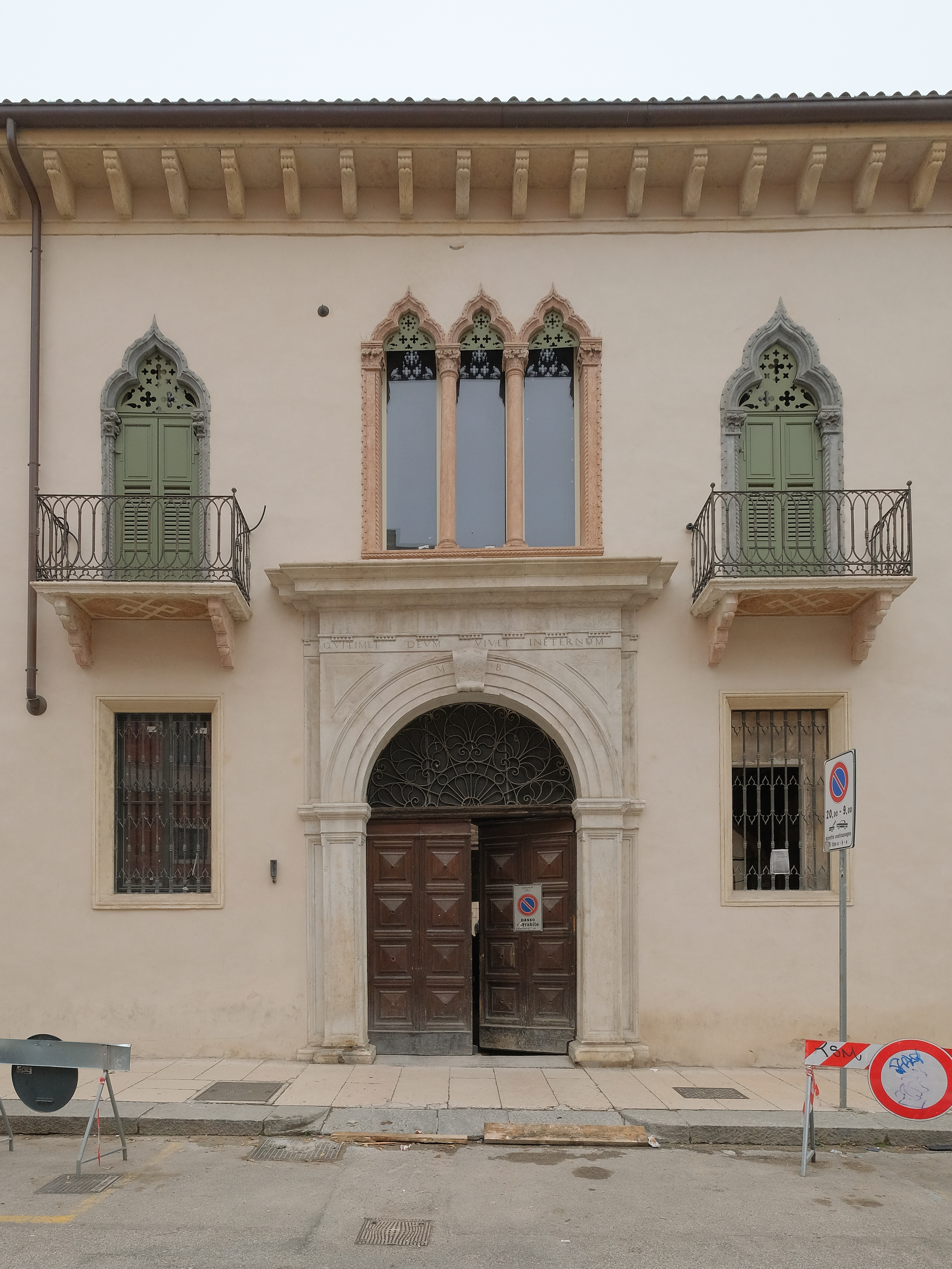
Il portale principale su via Leoni con la soprastante trifora gotica

L'edificio, pur avendo subito molte trasformazioni nel corso dei secoli, reca ancora in facciata finestre gotiche quattrocentesche in marmo rosso di Verona, proveniente probabilmente dalle cave di Sant'Ambrogio di Valpolicella; il principale portale d'accesso, invece, venne probabilmente sostituito in occasione dei restauri ottocenteschi.
Dal portale si accede ad un ampio atrio, aperto sul cortile interno per mezzo di un loggiato. Il cortile, in origine, era ben più profondo, terminando con una grande nicchia barocca, che protegge la statua allegorica della Verità, opera dell'artista Francesco Filippini. Allo stato attuale, invece, il cortile è stato diviso in due porzioni più piccole per mezzo di un corpo di fabbrica trasversale, posto su un loggiato che si contrappone a quello originale, del XV secolo.